# Krn
Le Krn (en italien : Monte Nero) est une montagne située à Kobarid en Slovénie.

## Géographie
Le Krn est bordé par l'Isonzo. Sur son versant nord-est se trouve le plus grand lac glaciaire de Slovénie[réf. nécessaire].

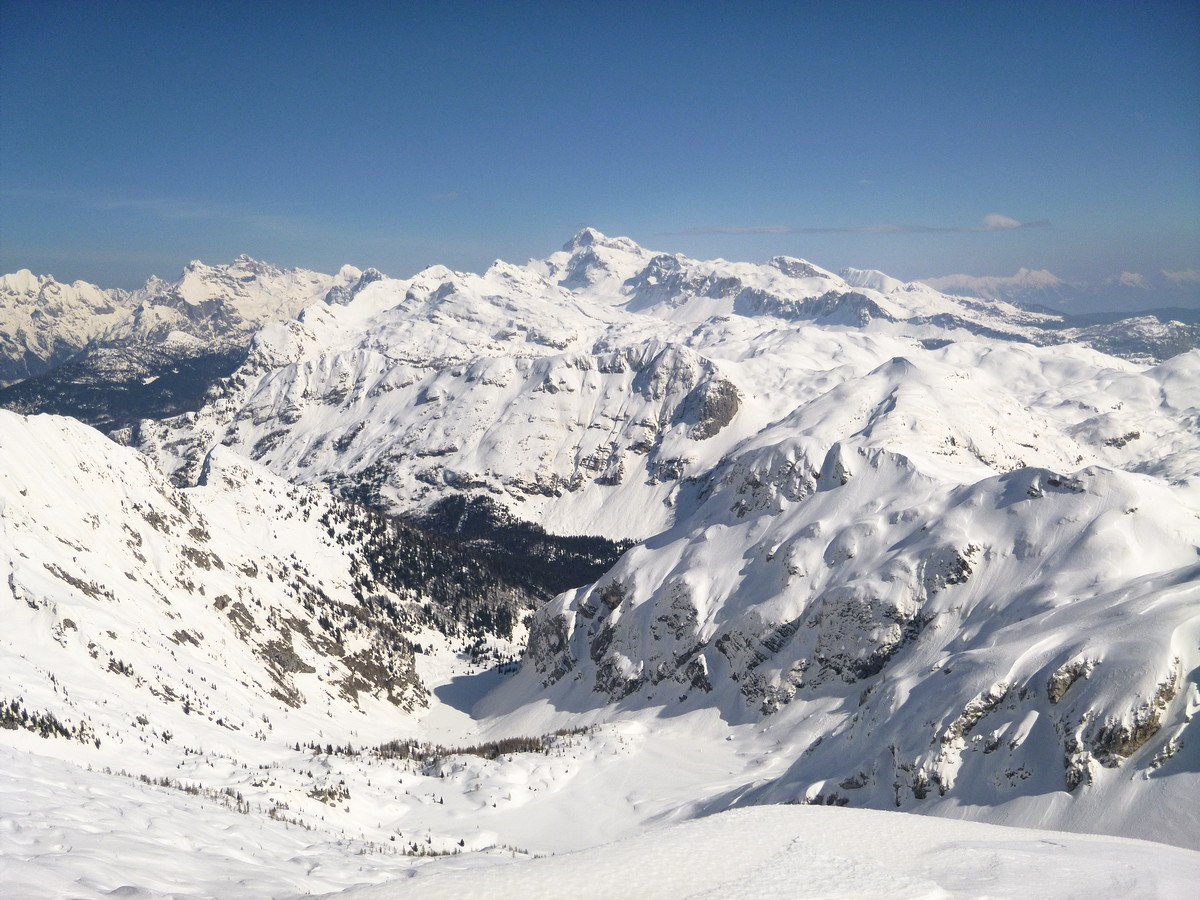
Vue du lac Krn entièrement gelé (en bas).

## Histoire
Il est cité lors des événements[précision nécessaire] de la première bataille de l'Isonzo de la Première Guerre mondiale.

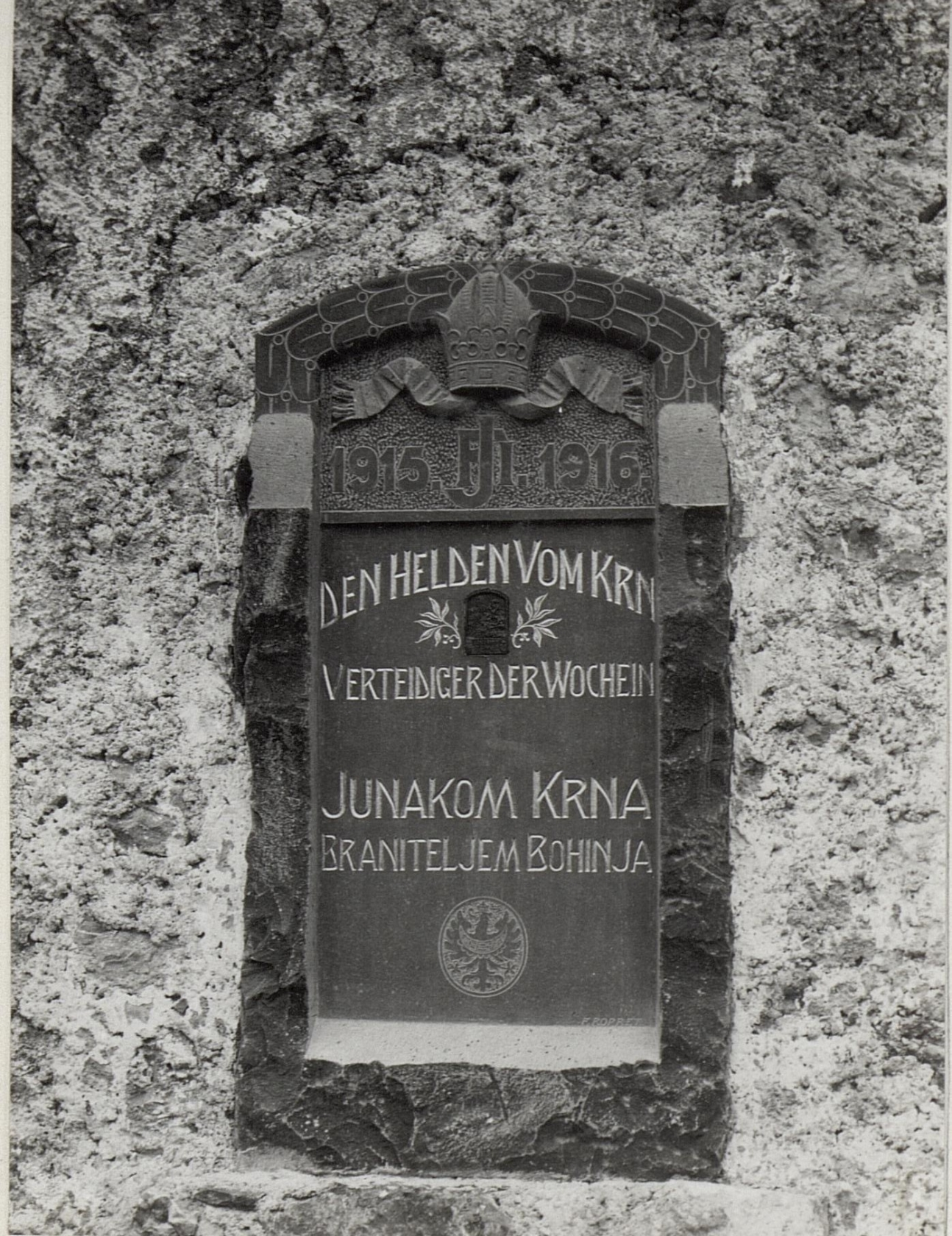
Monument sur l'église st-Jean aux combats du mont Krn.
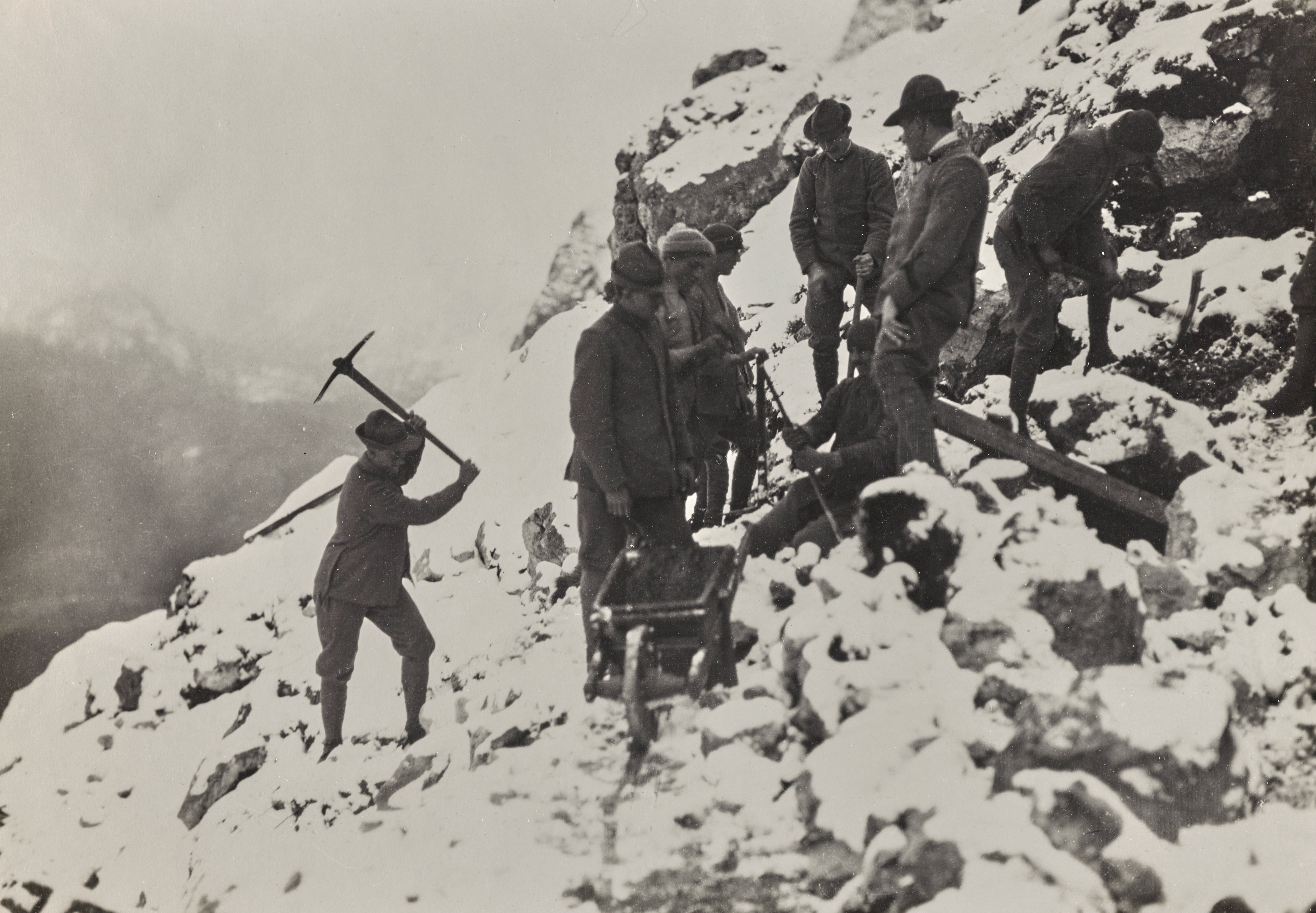
Troupes alpines italiennes sur le Krn.